# Фузариум злаковый
Фуза́риум (фуза́рий) зла́ковый (лат. Fusárium gramineárum) — вид грибов-аскомицетов, относящийся к роду фузариум (Fusarium) семейства нектриевые (Nectriaceae). Ранее это название применялось только по отношению к анаморфной стадии гриба, а телеоморфа именовалась Gibberélla zéae.

## Описание
Колонии на картофельно-декстрозном агаре (PDA) с обильным пушистым воздушным мицелием в белых, бледно-оранжевых, жёлтых тонах, быстрорастущие. После месяца культивирования образуются красно-коричневые до оранжевых спородохии. В среду выделяется красный пигмент.
Макроконидии при культивировании на агаре с гвоздичными листьями (CLA) образуются в спородохиях, в пионнотах, в воздушном мицелии, веретеновидно-серповидные, эллиптически-изогнутые, с 5—6 септами. Верхняя клетка постепенно суженная, коническая, нижняя клетка с отчётливой ножкой в основании. Макроконидии с 5 септами 35—75 × 3,2—6 мкм. Микроконидии отсутствуют. Хламидоспоры могут образовываться при длительном культивировании.
Гомоталличный вид, часто образующий в культуре чёрно-синие перитеции. Аски восьмиспоровые, булавовидные. Аскоспоры веретеновидные, слабо изогнутые, пятиклеточные (иногда двуклеточные), 16—33 × 3—6 мкм.

### Отличия от близких видов
Fusarium pseudograminearum не образует перитециев в чистой культуре, гетероталличен.

## Экология и значение
Повсеместно распространённый вид, выделяемый из почвы и с различных частей злаков, реже с других растений. Вызывает гниль зерновок и гибель проростков.
Продуцент зеараленона и ниваленона.

## Таксономия
Fusarium graminearum Schwabe, Fl. Anhalt. (1839).

### Синонимы
- Botryosphaeria saubinetii (Mont.) Niessl, 1872
- Dichomera saubinetii (Mont.) Cooke, 1878
- Dothidea zeae (Schwein.) Schwein., 1832
- Fusarium caricis Oudem., 1890
- Fusarium roseum var. graminearum (Schwabe) W.C.Snyder & H.N.Hansen, 1945
- Gibbera saubinetii Mont., 1856
- Gibberella saubinetii (Mont.) Sacc., 1879
- Gibberella zeae (Schwein.) Petch, 1936
- Hendersoniopsis zeae (Schwein.) Woron., 1922
- Sphaeria zeae Schwein., 1822